# Quebrada Pajonales (Punta Negra)
La quebrada Pajonales es un curso natural de agua que fluye en la Región de Antofagasta con dirección general oeste en una zona de cuencas endorreicas entre el salar Punta Negra y el salar de Imilac.

## Trayecto
Los mapas disponibles divergen al mostrar el trayecto de la quebrada.

## Caudal y régimen
Tiene aguas de buena calidad.: 618 

## Historia
Luis Risopatrón lo describe en su Diccionario jeográfico de Chile (1924):: 618 
Pajonales (Quebrada de) 24° 24' 68° 41'. Se abre entre rocas porfídicas de varios colores, ofrece un poco de vejetacion i corre por ella un arroyo de buena agua, en dirección a la parte N del salar de Punta Negra. 99, p. 38 i 39; de Pajonal en 1, X, p. 205; i arroyo en 98, II, p. 520.
Risopatrón describe también las vegas:: 619 
Pajonales (Vega de) 24° 24' 68° 41'. Se encuentra a unos 3 600 m de altitud, en un ancho vallecito de la quebrada del mismo nombre; presenta varios chorros de agua salobre de mui mal sabor que no apaga la sed, depositan en todas partes costras ele sales terrosas, corren como 1 000 pasos i se juntan en una estrechura de la quebrada. Hai leña en sus alrededores i se crian en ella ovejas i cabras. 98, II, p. 322 i 323; III, p. 155; 99, p. 109; i 156; agua en 180, p. 71 i 72; Pajonal en 1, X, p. 249 i carta de Bertrand (1884); 98, carta de San Román (1892); i vegas en 99, p. 39 i 134.